# 김미정 (모델)
김미정(1988년 4월 11일 ~ )은 대한민국의 모델이다. 다수의 CF로 얼굴을 알린 그녀는 빅뱅의 '마지막 인사' 뮤직비디오와 승리의 'Strong Baby'에 출연하면서 '빅뱅의 그녀'로 알려졌으며, 박효신의 '사랑이 고프다' 뮤직비디오에서는 배우 윤시윤과 키스신을 찍어 화제를 모으기도 했다.

## 광고 활동
- 2006년 - 홍콩 SKll. 삼성yeep
- 2007년 - 영에이지, SKT 영상통화완전정복, 버커루지면
- 2008년 - 비디비치 전속
- 2009년 - 스카이'HOO', 프렌치카페, 에비수진
- 2010년 - 에비수진, K2, 한국관광 공사, 레몬워터, 미투데이, G마켓
- 2015년 - 캐논, 대한항공, HERA

## 출연

### 뮤직비디오
- 엄정화 - Come 2 Me (2006년)
- 빅뱅 - 마지막 인사 (2007년)
- 린&신혜성 - 그대죠 (2008년)
- 승리 - Strong Baby (2008년)
- 빅뱅 - Baby Baby (2008년)
- 박효신 - 사랑이 고프다 (2010년)